# Everything in Its Right Place
Everything In Its Right Place este prima piesă de pe albumul Kid A al trupei britanice Radiohead. 